# Rhys Mainstone
Rhys Mainstone-Hodson (27 de febrero de 1990) es un deportista australiano que compite en natación, en la modalidad de aguas abiertas. Ganó una medalla de plata en el Campeonato Mundial de Natación de 2011, en la prueba de equipo mixto.

## Palmarés internacional
| Campeonato Mundial | Campeonato Mundial | Campeonato Mundial | Campeonato Mundial |
| Año                | Lugar              | Medalla            | Prueba             |
| ------------------ | ------------------ | ------------------ | ------------------ |
| 2011               | Shanghái (China)   | Medalla de plata   | Equipo mixto       |